# Herdeiro aparente
Um herdeiro aparente é uma pessoa que está em primeiro lugar na ordem de sucessão e não pode ser impedida de herdar pelo nascimento de outra pessoa. Um herdeiro presuntivo, em contraste, é aquele que é o primeiro na linha de herdar um título, mas que pode ser substituído pelo nascimento de um herdeiro mais elegível. 
Hoje, esses termos geralmente descrevem herdeiros de títulos hereditários (por exemplo, títulos de nobreza) ou cargos, especialmente quando são herdados apenas por uma única pessoa. A maioria das monarquias se refere ao herdeiro aparente de seus tronos com o termo descritivo de príncipe herdeiro ou princesa herdeira, mas também podem ser atribuídos a um título substantivo mais específico: como Príncipe de Orange na Holanda, duque de Brabante na Bélgica, Príncipe das Astúrias na Espanha (também concedido a herdeiros presumidos), ou Príncipe de Gales no Reino Unido.
O termo também é usado metaforicamente para indicar um sucessor esperado para qualquer posição de poder, por exemplo, um líder político ou corporativo.
Este artigo descreve principalmente o termo herdeiro aparente em um sistema hereditário regulado por leis de primogenitura — pode ser menos aplicável aos casos em que um monarca tem uma palavra a dizer na nomeação do herdeiro (realizado em vida, por exemplo, coroando o herdeiro como um rex iunior ou através da vontade do monarca).
Em um sistema hereditário governado por alguma forma de primogenitura, um herdeiro aparente é facilmente identificável como a pessoa cuja posição como primeiro na linha de sucessão a um título ou cargo é segura, independentemente de nascimentos futuros. Um herdeiro presuntivo, ao contrário, sempre pode ser "derrubado" na sucessão pelo nascimento de alguém mais intimamente relacionado em um sentido legal (de acordo com essa forma de primogenitura) ao atual detentor do título.
O exemplo mais claro ocorre no caso de um portador sem filhos de um título hereditário que só pode ser herdado por uma pessoa. Se a qualquer momento o detentor do título produzisse filhos, esses filhos estariam à frente de qualquer pessoa que anteriormente havia sido seu herdeiro presuntivo.

Muitos sistemas jurídicos presumem que o parto é sempre possível, independentemente da idade ou do estado de saúde. Em tais circunstâncias, uma pessoa pode ser, em um sentido prático, o herdeiro aparente, mas ainda, legalmente falando, herdeiro presuntivo. Na verdade, quando a Rainha Vitória sucedeu a seu tio, o Rei William IV, o texto da proclamação até deu como uma advertência :
… salvando os direitos de qualquer questão do falecido Rei William IV de Sua Majestade, que pode ter nascido da consorte de Sua Majestade.
Isso previa a possibilidade de que a esposa de Guilherme, Adelaide de Saxe-Meiningen , estivesse grávida no momento de sua morte, uma vez que uma criança póstuma, independentemente de seu sexo, teria tirado Victoria do trono. Adelaide tinha 44 anos na época, então a gravidez era possível, mesmo que improvável.

## Filhas com primogenitura de preferência masculina
As filhas (e suas linhas) podem herdar títulos que descendem de acordo com a primogenitura de preferência masculina, mas apenas na falta de filhos (e seus herdeiros). Ou seja, tanto a prole feminina quanto a masculina têm direito a um lugar em algum lugar na ordem de sucessão, mas quando se trata de qual é esse lugar, uma mulher ficará atrás de seus irmãos, independentemente de sua idade ou idade.
Assim, normalmente, nem mesmo uma filha única será herdeira aparente, pois a qualquer momento poderá nascer um irmão que, embora mais jovem, assumiria essa posição. Consequentemente, ela é uma herdeira presuntiva. Por exemplo, a rainha Elizabeth II foi herdeira presuntiva durante o reinado de seu pai, o rei George VI , porque em qualquer estágio até sua morte, George poderia ter gerado um filho legítimo.
Nos tempos atuais, Leonor, Princesa das Astúrias, pode perder o título de Princesa Herdeira da Espanha no caso do nascimento de um irmão (o que é improvável, já que sua mãe tem 49 anos de idade) e a Princesa Gabriela de Mônaco, primogénita de Alberto de Mônaco, perdeu o direito de suceder seu pai após o nascimento de seu gêmeo, o Príncipe Herdeiro Jaime.

## Mulheres nascidas como herdeiras aparentes
Em um sistema de primogenitura absoluta que desconsidera o gênero (igualdade de géneros), ocorrem herdeiras aparentes. Como a sucessão de títulos, posições ou cargos no passado favorecia com mais frequência os homens, as mulheres consideradas herdeiras aparentes eram raras. A primogenitura absoluta não foi praticada por nenhuma monarquia moderna para a sucessão aos seus tronos até o final do século XX, com a Suécia sendo a primeira a adotar a primogenitura absoluta em 1980 e outras monarquias da Europa Ocidental seguindo o exemplo.
Desde a adoção da primogenitura absoluta pelas monarquias contemporâneas da Europa Ocidental, exemplos aparentes de herdeiras incluem a princesa herdeira Victoria da Suécia, a princesa Catarina-Amalia da Holanda e a princesa Elisabeth da Bélgica: elas são, respectivamente, as filhas mais velhas dos reis Carl XVI Gustaf, Willem-Alexander e Philippe. A princesa Ingrid Alexandra da Noruega é herdeira aparente de seu pai, que é herdeiro aparente do trono norueguês, e a própria Victoria tem uma herdeira aparente em sua filha mais velho, a princesa Estelle. Victoria não era herdeira aparente desde o nascimento (em 1977), mas ganhou o status em 1980 após uma mudança no Ato Sueco de Sucessão. Seu irmão mais novo, Carl Philip (nascido em 1979), foi, portanto, o herdeiro aparente por alguns meses (e é um raro exemplo de um herdeiro aparente que perdeu esse status sem que ocorresse uma morte).
Em 2015, de acordo com o Acordo de Perth de 2011, os reinos da Commonwealth mudaram as regras de sucessão aos 16 tronos de Elizabeth II para a primogenitura absoluta, exceto para herdeiros do sexo masculino nascidos antes do Acordo de Perth. É provável que os efeitos não sejam sentidos por muitos anos: os primeiros dois herdeiros na época do acordo (Charles, Príncipe de Gales, e seu filho, o Príncipe William) já eram filhos mais velhos e em 2013 o filho primogênito de William, Príncipe George de Cambridge, tornou-se o próximo sucessor aparente. No entanto, a Princesa Charlotte acabou sendo, de certa forma, beneficiada pela lei: ao nasceu seu irmão mais novo, Louis, ela não perdeu seu lugar, o 4º, na linha de sucessão.
Mas mesmo em sistemas jurídicos que aplicam a primogenitura de preferência masculina, as herdeiras aaparentes não são impossíveis: se um herdeiro homem aparente morre sem deixar filhos, mas deixa uma filha, então a filha mais velha substitui seu pai como herdeiro aparente de qualquer trono ou o título que está em causa, mas apenas quando se torna claro que a viúva do falecido não está grávida. Então, como representante da linhagem de seu pai, ela assumiria um lugar à frente de quaisquer parentes mais distantes. Tal situação não ocorreu até agora com o trono inglês ou britânico; várias vezes um herdeiro aparente morreu, mas cada exemplo não teve filhos ou deixou um ou mais filhos. No entanto, houve várias herdeiras femininas aparentes para nobres britânicos (por exemplo, Frances Ward, 6ª Baronesa Dudley , e Henrietta Wentworth, 6ª Baronesa Wentworth).
Em um caso especial, entretanto, a Inglaterra e a Escócia tinham uma herdeira aparente. O acordo da Revolução que estabeleceu Guilherme e Maria como monarcas conjuntos em 1689 apenas deu o poder de continuar a sucessão por meio da emissão a Maria II, filha mais velha do rei anterior, Jaime II. William, em contraste, reinaria apenas por toda a vida e seus (hipotéticos) filhos com uma esposa diferente de Maria seriam colocados em seu lugar original (como primos de Maria) na linha de sucessão), após a irmã mais nova de Maria, Anne. Assim, embora após a morte de Maria, Guilherme continuasse a reinar, ele não tinha poder para gerar herdeiros diretos e Anne se tornou a herdeira aparente pelo resto do reinado de William. Ela finalmente o sucedeu como Rainha da Inglaterra, Escócia e Irlanda.

## Deslocamento de herdeiros aparentes
A posição de um herdeiro aparente é normalmente inabalável: pode-se presumir que eles herdarão. Às vezes, no entanto, eventos extraordinários — como a morte ou o deposçião de um dos pais — intervêm.

### Pessoas que perderam o status aparente de herdeiro
- Almufauade: em 30 de abril de 892, Almufauade foi removido da sucessão (herdeiro aparente) completamente e quando Almutâmide morreu em outubro de 892, foi sucedido por Almutadide.
- O parlamento depôs Jaime Francisco Eduardo Stuart, o filho recém-nascido do rei Jaime II e VII (da Inglaterra e da Escócia, respectivamente) que Jaime II estava criando como católico, como herdeiro legal do rei, declarando que Jaime tinha, de fato, abdicado — e ofereceu o trono à filha mais velha de Jaime II, a meia-irmã protestante muito mais velha do jovem príncipe, Maria (junto com seu marido, o príncipe Guilherme de Orange). Quando o exilado rei Jaime morreu em 1701, seu apoiadores jacobitas proclamaram o exilado príncipe Jaime Francisco Eduardo como o rei Jaime III da Inglaterra e Jaime VIII da Escócia, mas nem ele nem seus descendentes foram jamais bem-sucedidos em suas candidaturas ao trono.
- O príncipe herdeiro Gustavo (mais tarde conhecido como Gustavo, Príncipe de Vasa), filho de Gustavo IV Adolfo da Suécia, perdeu seu lugar quando seu pai foi deposto e substituído pelo idoso tio de Gustavo IV Adolfo, o duque Carlos, que se tornou Carlos XIII da Suécia em 1809. O idoso rei Carlos XIII não tinha filhos sobreviventes e o príncipe Gustavo era o único homem vivo de toda a dinastia (além de seu pai deposto), mas o príncipe nunca foi considerado herdeiro de Carlos XIII, embora houvesse facções no Riksdage em outras partes da Suécia que desejavam preservá-lo e, nas eleições constitucionais subsequentes, apoiaram sua eleição como sucessor de seu tio-avô. Em vez disso, o governo procedeu à eleição de um novo príncipe herdeiro (que era a ação constitucional adequada, se nenhum herdeiro do sexo masculino fosse deixado na dinastia) e o Riksdag elegeu primeiro de agosto Príncipe de Augustenborg e, então, após a morte August, o Príncipe de Ponte Corvo (Marechal Jean-Baptiste Bernadotte, que acedeu como Carlos XIV João em 1818). As duas linhas se uniram mais tarde, quando o bisneto de Carlos XIV João, o príncipe herdeiro Gustaf (que acedeu como Gustaf V em 1907) se casou com a bisneta de Gustavo IV Adolfo, Vitória de Baden, que se tornou a princesa herdeira da Suécia. Assim, a partir de Gustavo VI Adolfo, os reis da Suécia são descendentes diretos de Gustavo IV Adolfo e da substituição de seu filho como príncipe herdeiro, Carlos XIV João.
- O príncipe Carlos Filipe da Suécia, quando nasceu em 1979, era o herdeiro aparente do trono da Suécia. Menos de oito meses depois, uma mudança nas leis de sucessão daquele país instituiu a primogenitura absoluta e Carlos Filipe foi substituído como herdeiro por sua irmã mais velha, Victoria.
- Muqrin bin Abdulaziz se tornou príncipe herdeiro da Arábia Saudita em janeiro de 2015 após a morte de seu meio-irmão, o rei Abdullah bin Abdulaziz Al Saud, e a ascensão de outro meio-irmão, Salman bin Abdulaziz Al Saud, ao trono saudita. Em abril daquele ano, Salman removeu Muqrin do príncipe herdeiro, substituindo-o por seu sobrinho Muhammad bin Nayef. O próprio Muhammad bin Nayef foi mais tarde substituído como príncipe herdeiro pelo filho do rei, Mohammad bin Salman.

## Herdeiros aparentes atuais
- S.A.R. Príncipe-herdeiro Mohammad bin Salman
- S.A.R. Príncipe-herdeiro Salman bin Hamad bin Isa Al Khalifa
- S.A.R. Princesa-herdeira Isabel da Bélgica, Duquesa de Brabante
- S.A.R. Príncipe-herdeiro Al-Muhtadee de Brunei
- S.A.R. Príncipe-herdeiro Cristiano, Príncipe Herdeiro da Dinamarca
- S.A. Príncipe-herdeiro Hamdan bin Mohammed de Dubai
- S.A.R. Príncipe-herdeiro Hussein bin Al-Abdullah da Jordânia
- S.A.R. Príncipe-herdeiro Nawaf Al-Ahmad Al-Jaber Al-Sabah
- S.A.R. Príncipe-herdeiro Lerotholi do Lesoto
- S.A.S. Príncipe-hereditário Aloísio de Liechtenstein
- S.A.R. Grão-duque hereditário Guilherme, Grão-Duque Herdeiro de Luxemburgo
- S.A.R. Príncipe-herdeiro Moulay Hassan do Marrocos
- S.A.S. Jaime, Príncipe Herdeiro do Mónaco
- S.A.R. Príncipe-herdeiro Haakon da Noruega
- S.A.R. Príncipe-herdeiro Dhiyazan bin Haitham Al-Saïd
- S.A.R. Princesa-herdeira Catarina Amália, Princesa de Orange
- S.A.R. Príncipe Guilherme, Príncipe de Gales
- S.A.R. Princesa Vitória da Suécia, Duquesa de Västergötland
- S.A.R. Príncipe-herdeiro Tupoutoʻa ʻUlukalala

## Herdeiros presuntivos em via de serem aparentes
Leonor na Espanha e Fumihito do Japão já carregam os títulos de herdeiros, mas — muito eventualmente — se um varão nascer do Rei Felipe da Espanha ou do Imperador Naruhito (as esposas já têm entre 49-60 anos de idade) eles serão substituídos na linha de sucessão.
 Espanha S.A.R. Princesa-herdeira Leonor, Princesa das Astúrias
 Japão S.A.I. Príncipe-herdeiro Fumihito, Príncipe Akishino